# Sven Brandel (musiker)
Sven Åke Bertil Brandel, född 16 augusti 1898 i Sankt Nikolai församling i Stockholm, död 29 augusti 1964 i Oscars församling i Stockholm, var en svensk pianist. 
Brandel studerade vid Kungliga Musikkonservatoriet 1915–1921 och avlade organistexamen 1924. Han var pianolärare vid konservatoriet 1934–1964 och lärare i pianopedagogik 1953–1958. Brandel var ordförande i Svenska pianolärarförbundet 1954–1964. Han invaldes den 30 mars 1950 som ledamot 659 av Kungliga Musikaliska Akademien och var ledamot av dess styrelse 1953–1955. Han tilldelades professors namn 1955. Han är begraven i en familjegrav på Norra begravningsplatsen i Stockholm.
Sven Brandel var son till Robert Brandel, bror till Folke Brandel och far till Åke Brandel. Han var från 1922 gift med Greta Karolina Tornell (1895–1976).